# Ruban rouge
Ne doit pas être confondu avec Semaine du ruban rouge.

Le Ruban rouge

Le ruban rouge est un symbole international que l'on accroche sur ses vêtements pour afficher sa solidarité vis-à-vis des victimes du VIH ou du sida.

## Histoire
Créé en 1991 à l'initiative du Visual Aids Artists Caucus (un groupe d'artistes américains) et de Franck Moore (mort en 2002 du sida), le ruban rouge voit le jour avec l'idée que l'on pourrait le porter près du cœur pour symboliser la solidarité avec les personnes touchées par le VIH et celles décédées du sida. L'origine du ruban rouge vient du ruban jaune, que certaines familles de soldats américains accrochent aux portes de leur maison, comme symbole de l'espoir de voir retourner sains et saufs leurs proches. Le Visual Aids Artists Caucus s'inspire ainsi du ruban jaune dont guerre du Golfe.
En France, la taille du ruban a progressivement diminué, pour ne devenir plus qu'un simple pin's. 
Le ruban a la forme d'un V inversé (lettre symbolisant la victoire et qui se renversera le jour où la maladie sera éradiquée) mais aussi celui du symbole infini coupé. Le Kiosque infos sida toxicomanie a décidé de le transformer en lui donnant une forme de cœur. Ce changement veut rappeler l'importance de la lutte contre l'épidémie de sida. En effet, celle-ci ne fléchit pas, car les traitements arrivés depuis 1998 ne font que ralentir l'évolution du virus, la recherche n'ayant trouvé à l'heure actuelle aucun vaccin, tandis que de plus en plus[réf. nécessaire] de personnes atteintes par le VIH sont victimes de discriminations.